# Langsdorffia
Langsdorffia,  biljni rod iz porodice Balanophoraceae smješten u tribus Langsdorffieae. Postoje dvije vrste iz tropske Amerike, i po jedna s Nove Gvineje i Madagaskara.
Kao i Thonningia, paraziti su na korijenju drugih biljaka.
Rod je opisan u Journal von Brasilien, oder Vermischte Nachrichten aus Brasilien, auf Wissenschaftlichen Reisen Gesammelt 2: 179-182. 1818.

## Vrste
1. Langsdorffia heterotepala L.J.T.Cardoso, R.J.V.Alves & J.M.A.Braga
2. Langsdorffia hypogaea Mart.
3. Langsdorffia malagasica (Fawc.) B.Hansen
4. Langsdorffia papuana R.Geesink

## Sinonimi
- Senftenbergia Klotzsch & H.Karst. ex Klotzsch; Linnaea 20: 460 (1847)